# Christian Friedrich Wedemeyer
Christian Friedrich Wedemeyer (* 2. Oktober 1747 in Hardegsen; † 12. April 1828 Elbingerode (Harz)) war ein deutscher Oberamtmann.

## Leben
Christian Friedrich Wedemeyer war von 1794 bis zu seinem Tod Amtmann in Elbingerode, das – mit Unterbrechung zwischen 1807 und 1813 – zum Königreich Hannover gehörte. Während der Zeit des Königreichs Westphalen war er als Maire des Kantons Elbingerode tätig.
Wedemeyer war zunächst Auditor in Koldingen bei Pattensen und anschließend Amtsschreiber in Polle, Brunstein und Scharzfeld, bevor er 1791 als Schreiber in das hannoversche Amt Elbingerode versetzt worden ist. Hier übernahm er 1794 die Stelle des Amtmanns.
Am 19. August 1783 heiratete Wedemeyer in der Kirche St. Georgsberg in Ratzeburg die Johanne Friedrike, geborene Bona. Aus dieser Ehe gingen acht Kinder hervor, darunter der Arzt und Physikus Georg Ludwig Heinrich Carl Wedemeyer und der hannoversche Staatsminister Johann Friedrich Adolph Ferdinand Wedemeyer.